# 布澤烏
布澤烏（羅馬尼亞語發音：[buˈzəw] ⓘ）是羅馬尼亞瓦拉幾亞地區的一個城市。布澤烏縣的首府所在地。布澤烏在歷史上曾經遭遇過多次的破壞，現在是羅馬尼亞東南部地區的重要城市之一。